# Parodie de religion

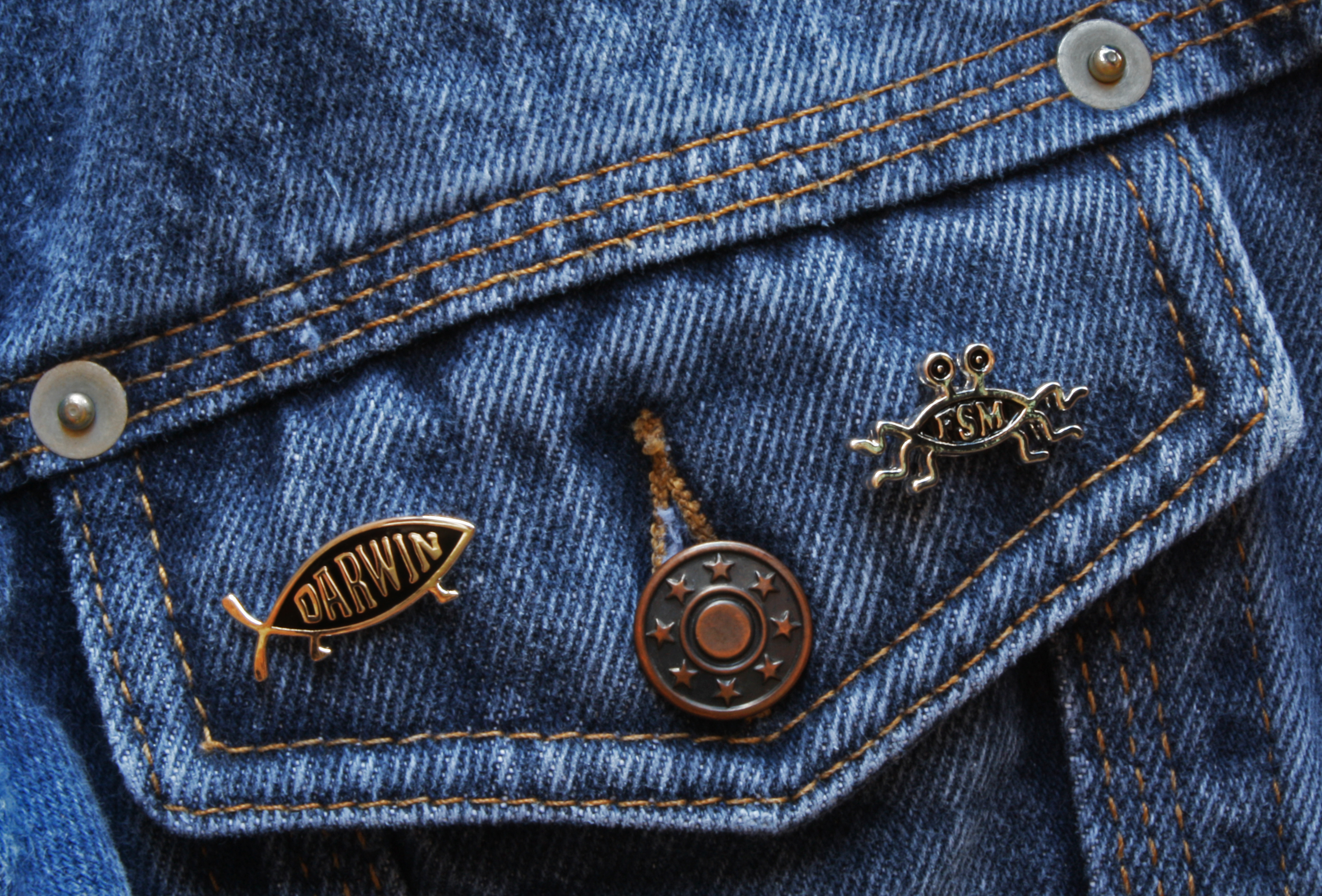
Pin's parodiques : à gauche l'ichthus chrétien avec des pattes et le mot Darwin, à droite le Flying Spaghetti Monster (FSM) du Pastafarisme.

Une parodie de religion est, comme le suggère le terme, une religion inventée dans un but de parodie, plus souvent de satire, particulièrement ciblée ou générique, de religion, de secte, de culte, de gourou… voire du concept dogmatique en lui-même (l'idée de croyance).

## Origines
Les Hellfire Clubs anglais et irlandais moquaient les religions.

### Cultures populaires
Un exemple de film parodiant la religion est La Vie de Brian des Monty Python (1979). Dogma de Kevin Smith (1999) parodie également des thèmes religieux de la Bible. Le groupe français Les Inconnus a également parodié dans un de ses sketches la vie de Jésus (Jésus II, le retour).

## Sectes
Au-delà des religions institutionnalisées, et de par le caractère fréquemment composite de leur doctrine, les sectes sont assez souvent parodiées ; la secte Richenou des Inconnus en est un exemple connu, mais l’on peut également citer Fallait pas !... de Gérard Jugnot (1996), la bande dessinée Le Prophète (Lucky Luke) de Morris (2000), etc. Dans le monde des arts visuels, on peut notamment mentionner la Messe pour un corps de Michel Journiac.

## Internet
L’importance de l'activité sur des réseaux informatiques (comme Internet ou Usenet) a contribué à l’émergence de ces « fausses religions ».
Un autre exemple récent de parodie de religion est l'Église de Google (The Church of Google) : ses adeptes déclarent que Google est « ce que l’humanité a connu de plus proche de l’expérience réelle d’un dieu ». L’Église a neuf preuves pour soutenir cette affirmation : Google est omniscient, omniprésent, répond à nos requêtes, il est potentiellement immortel, infini, il se souvient de tout, le mot Google est plus populaire dans les recherches que Dieu ou Jésus-Christ, les preuves de l’existence de Google sont nombreuses. Mais, la perfection manque à la liste. Le site imite l’apparence d’une page d’aide de Google.

### Impôts et taxes
Des parodies de religions existent aussi pour contourner la taxe religieuse et protester contre les liens entre la religion et l'État.

#### Zuisme islandais
L'Association de foi du zuisme (Zuism trúfélag) a été fondée en Islande en 2010 par Ólafur Helgi Þorgrímsson et enregistrée par l'État en 2013. En Islande, tout citoyen doit payer annuellement une taxe religieuse, la sóknargjald, qu'il soit croyant ou non. Certaines personnes désapprouvant ce système, guidées par Ísak Andri Ólafsson, ont pris le contrôle de l'organisation en 2015 dans un but de résistance fiscale : la part de la taxe religieuse reversée au mouvement par le gouvernement est alors redistribuée à chacun des adeptes, qui trouvent ainsi un moyen de s'affranchir de cet impôt,.
La Zuism trúfélag de Ísak Andri Ólafsson entend ainsi lutter contre la levée d'une taxe religieuse en Islande ainsi que la tenue d'un registre national de la religion des Islandais,. Cette protestation s'inscrit dans un mouvement plus large demandant la séparation de l'Église et de l'État. La Zuism trúfélag ayant été utilisée pour des motifs fiscaux clairement affichés et non pour des motifs religieux, des élus islandais ont demandé son retrait du registre officiel des religions reconnues en Islande. Un porte-parole de la Zuism trúfélag répond néanmoins à cette demande que l'on ne peut définir précisément la nature religieuse d'une organisation et que l'on ne peut mesurer la sincérité de la croyance religieuse.
Au 1er janvier 2015, la religion ne compte que 4 adeptes déclarés, mais leur nombre croît très rapidement durant quelques semaines fin 2015 au point d'atteindre 3 000 à 3 500 adeptes, soit 1 % de la population islandaise, en décembre 2015,,,. La majorité d'entre eux sont jeunes, connectés à Internet et déjà désaffiliés du christianisme.